# Северіно Мінеллі
Северіно Мінеллі (італ. Severino Minelli, 6 вересня 1909, Кюснахт — 23 вересня 1994) — швейцарський футболіст, що грав на позиції захисника. По завершенні ігрової кар'єри — тренер.
Виступав, зокрема, за клуб «Грассгоппер», а також національну збірну Швейцарії. Вважався одним з найкращих захисників світового футболу 1930-х років. За опитуванням IFFHS займає 96 місце серед найкращих футболістів Європи XX століттяа.

## Клубна кар'єра
Северіно Мінеллі, син уродженців Бергамо, народився 6 вересня 1909 року в Кюснахті, передмісті Цюриха, розташованому на правому березі Цюрихського озера. Там же він починав кар'єру, граючи в молодіжному складі однойменної команди «Кюснахт». У 19-ти річному віці Мінеллі перейшов в «Серветт», з яким у 1930 році виграв чемпіонат Швейцарії.
Того ж року Мінеллі повернувся в Цюрих і став виступати за «Грассгоппер», за який грав протягом 13-ти років. Із «Грассгоппером» Мінеллі виграв 5 чемпіонатів Швейцарії та 8 Кубків Швейцарії, а також дебютував у національній збірній країни.
Завершив професійну ігрову кар'єру у клубі «Цюрих», де протягом 1943—1946 років був граючим тренером.

## Виступи за збірну
15 червня  1930 року дебютував в офіційних матчах у складі національної збірної Швейцарії в товариській грі проти збірної Швеції (1:1). 
У складі збірної був учасником двох чемпіонатах світу. На «мундіалі» 1934 року в Італії Северіно був капітаном і зіграв у двох матчах: в 1/8 фіналі з Нідерландами (3:2) і чвертьфіналі з Чехословаччиною (2:3). На наступному чемпіонаті світу 1938 року у Франції Мінеллі також зіграв у двох матчах: обидва в 1/8 фіналі з Німеччиною (1:1, 4:2).
Протягом кар'єри у національній команді, яка тривала 14 років, провів у формі головної команди країни 80 матчів, що довгий час було рекордом збірної, поки 16 грудня 1987 року його не обійшов Гайнц Германн, який і досі є рекордсменом швейцарської збірної.

## Кар'єра тренера
Після завершення діяльності футболіста, Мінеллі працював у Швейцарській футбольній асоціації, зокрема, з 1949 по 1951 був в комісії, яка відбирала гравців для національної команди, а в 1983 році був названий почесним членом асоціації.
Помер 23 вересня 1994 року на 86-му році життя.

## Статистика виступів

### Статистика виступів в чемпіонаті
Виступи у вищому дивізіоні чемпіонату Швейцарії, починаючи з сезону 1933/34.
| Сезон   | Клуб        | Ліга                | Матчі | Голи | Місце |
| ------- | ----------- | ------------------- | ----- | ---- | ----- |
| 1933/34 | Грассгоппер | Чемпіонат Швейцарії | 24    | 0    | 2     |
| 1934/35 | Грассгоппер | Чемпіонат Швейцарії | 20    | 0    | 4     |
| 1935/36 | Грассгоппер | Чемпіонат Швейцарії | 24    | 1    | 3     |
| 1936/37 | Грассгоппер | Чемпіонат Швейцарії | 23    | 2    | 1     |
| 1937/38 | Грассгоппер | Чемпіонат Швейцарії | 18    | 5    | 2     |
| 1938/39 | Грассгоппер | Чемпіонат Швейцарії | 14    | 1    | 1     |
| 1939/40 | Грассгоппер | Чемпіонат Швейцарії | 15    | 2    | 3     |
| 1940/41 | Грассгоппер | Чемпіонат Швейцарії | 18    | 2    | 4     |
| 1941/42 | Грассгоппер | Чемпіонат Швейцарії | 14    | 0    | 1     |
| 1942/43 | Грассгоппер | Чемпіонат Швейцарії | 20    | 0    | 1     |
| 1944/45 | Цюрих       | Чемпіонат Швейцарії | 7     | 2    | 11    |
| 1945/46 | Цюрих       | Чемпіонат Швейцарії | 24    | 1    | 14    |
| РАЗОМ   |             |                     | 201   | 16   |       |

### Статистика виступів у Кубку Мітропи
| №                      | Розіграш               | Стадія                 | Дата та місце проведення | Команда 1              | Рахунок | Команда 2        | Голи       |
| ---------------------- | ---------------------- | ---------------------- | ------------------------ | ---------------------- | ------- | ---------------- | ---------- |
| 1                      | 1936                   | квал.                  | 07.06.1936, Відень       | Аустрія (Відень)       | 3:1     | Грассгоппер      |            |
| 2                      | 1936                   | квал.                  | 14.06.1936, Цюрих        | Грассгоппер            | 1:1     | Аустрія (Відень) |            |
| 3                      | 1937                   | 1/8                    | 13.06.1937, Цюрих        | Грассгоппер            | 4:3     | Простейов        | 51' (пен.) |
| 4                      | 1937                   | 1/8                    | 20.06.1937, Простейов    | Простейов              | 2:2     | Грассгоппер      |            |
| 5                      | 1937                   | 1/4                    | 4.07.1937, Рим           | Лаціо                  | 6:1     | Грассгоппер      |            |
| 6                      | 1937                   | 1/4                    | 11.04.1937, Цюрих        | Грассгоппер            | 3:2     | Лаціо            |            |
| Всього в Кубку Мітропи | Всього в Кубку Мітропи | Всього в Кубку Мітропи | Всього в Кубку Мітропи   | Всього в Кубку Мітропи | 6       |                  | 1          |

## Титули і досягнення
- Чемпіон Швейцарії (6):

«Серветт»: 1929–30
«Грассгоппер»: 1930–31, 1936–37, 1938–39, 1941–42, 1942–43
- Володар Кубка Швейцарії (8):

«Грассгоппер»: 1931-32, 1933-34, 1936-37, 1937-38, 1939-40, 1940-41, 1941-42, 1942-43